# Lyssomanes malinche
Lyssomanes malinche är en spindelart som beskrevs av Galiano 1980. Lyssomanes malinche ingår i släktet Lyssomanes och familjen hoppspindlar. Inga underarter finns listade i Catalogue of Life.